# ليور
ليور (بالإنجليزية: Lior)‏ هو مغني أسترالي، ولد في 1976 في ريشون لتسيون في إسرائيل.

## وصلات خارجية
- الموقع الرسمي
- ليور على موقع ميوزك برينز (الإنجليزية)
- ليور على موقع ديسكوغز (الإنجليزية)
- ليور على موقع ديسكوغز (الإنجليزية)